# 千光寺 (久留米市)
千光寺（せんこうじ）は福岡県久留米市にある曹洞宗の寺院。

## 概要
1192年（建久3年）に栄西が創建。日本最古の禅寺である。
約7000株のアジサイがあるアジサイの名所。「アジサイ寺」といわれる。あじさい祭りをやっている。
県指定文化財の梵鐘、懐良親王の墓がある。

## 所在地
〒839-0827　福岡県久留米市山本町豊田2287番地

## 交通アクセス
- JR九州久大本線 善導寺駅よりタクシーで6分（2.7㎞）
- 西鉄久留米駅から西鉄バス善院ゆき・上原ゆきに乗車し「柳坂」下車、徒歩9分（750m）
- 九州自動車道久留米インターチェンジから6㎞